# Hilfield Castle

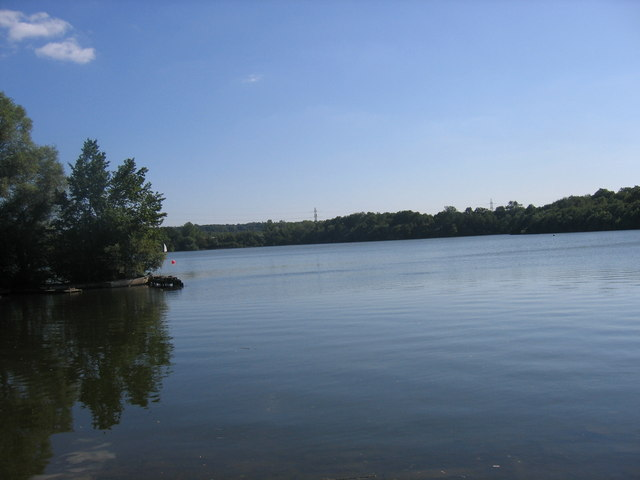
Aldenham Reservoir – der Stausee auf dem Gelände von Hilfield Castle

Hilfield Castle, der auch Hilfield Lodge, ist ein Landhaus und Anwesen, etwa 2,9 km südwestlich des Dorfes Aldenham in der englischen Grafschaft Hertfordshire, einem Vorort von London. Auf dem Gelände befindet sich ein großer Stausee, der in den 1790er-Jahren von französischen Kriegsgefangenen angelegt wurde. Elstree Airfield liegt gleich östlich anschließend und die Autobahn M1 führt westlich vorbei.

## Geschichte und Beschreibung
Das Herrenhaus wurde 1798–1799 nach Plänen von Jeffry Wyatville im Auftrag von Hon. George Villiers, dem Bruder des Earl of Clarendon, errichtet. Es ersetzte Slys Castle. Das Haus wurde in pittoreskem gotischem Stil errichtet und das Anwesen enthält etliche Bauernhöfe, Scheunen und ein Bootshaus am Stausee.
Nikolaus Pevsner notierte, dass es sich um ein „mit Zinnen und Tourellen versehenes, zementiertes Haus mit einem Torhaus und einem Fallgatter“ handelte. Er erwähnte ebenfalls, dass der Eingang und die Südfassade symmetrisch seien und dass der Sonnenraum „von kirchlicher Erscheinung“ sei. Das Landhaus wurde aus Ziegeln erbaut und besteht aus einem zentralen, vierstöckigen Turm, „flankiert von achteckigen Tourellen zu niedrigeren, vierstöckigen Jochen hin mit äußeren, zweistöckigen Jochen und einem späteren Mansarden-Dachgeschoss.“ Die Tourellen haben Schlitzfenster, die maschikuliert und mit Zinnen versehen sind. Zu erwähnen ist der „achteckige Frühstücksraum mit gewölbter Decke und ein gotischer Sonnenraum“. Am 1. Juni 1984 wurde Hilfield Castle als historisches Bauwerk II*. Grades gelistet. Viele Jahre gehörte es der Familie Jefferis.
1818 verkauften die Villiers das Haus an John Fam Timins, der 1843 starb und es an seinen Sohn William Raikes Timins vererbte. Dieser starb 1866 und sein Neffe, Reverend Douglas Cartwright Timins folgte ihm nach. Der Reverend starb 1872 und Hillfield Castle fiel an seinen Sohn Douglas Theodore Timins, der das Haus und den zugehörigen Park 1906 an den späteren Lord Aldenham verkaufte. Mr Timins gehört noch ein Teil des Anwesens und das Haus ist heute unbewohnt.

## Filmkulisse
Die Lage des Landhauses in unmittelbarer Nähe zu den Borehamwood Studios und seine charismatische Erscheinung führten dazu, dass es in vielen Fernsehserien und Filmen auftauchte, z. B. Stanley Kubricks Film Lolita von 1962, wo es Peter Sellers’ „Pavor Manor“ darstellte, George Pollocks Film Der Wachsblumenstrauß von 1963 und die Episode For the Girl Who Has Everything von 1969/1970 aus der Serie Randall & Hopkirk – Detektei mit Geist, wo Lois Maxwell darin wohnte. Bereits ab der ersten Staffel von „Little Britain“ (2003) erscheint Hilfield Castle als „Ye Olde Hotele“, ein von der Figur Ray McCooney geführtes Hotel.